# Castelmary
Castelmary település Franciaországban, Aveyron megyében. Lakosainak száma 118 fő (2022. január 1.). Castelmary Cabanès, Crespin, La Salvetat-Peyralès, Tayrac és Mirandol-Bourgnounac községekkel határos.

## Népesség
A település népessége az elmúlt években az alábbi módon változott:
| Lakosok száma | 203  | 190  | 147  | 129  | 127  | 120  | 115  | 114  | 113  | 118  |
|               | 1968 | 1982 | 1990 | 2006 | 2013 | 2015 | 2017 | 2019 | 2020 | 2022 |